# Odumegwu Emeka Ojukwu
Odumegwu Emeka Ojukwu (né le 4 novembre 1933 à Zungeru, et mort le 26 novembre 2011 au Royaume-Uni) est un militaire et un homme politique nigérian. Il a été le chef de la guerre de sécession du Biafra, à la fin des années 1960.

## Biographie
Né en 1933, licencié en histoire contemporaine à Oxford et diplômé de la Mons Officer Cadet School, il devient gouverneur militaire de la région de l'Est (en) (Eastern Region) au Nigeria à partir de janvier 1966,. 
Il proclame l’indépendance du Biafra le 30 mai 1967 et devient le chef militaire de la province sécessionniste. Contraint de s'exiler en Côte d'Ivoire après la défaite du Biafra en janvier 1970, il est gracié en 1982 par le président Shagari et autorisé à rentrer au Nigeria,.
Il s’installe un moment dans l’État d'Enugu au sud-est du pays. Il se présente à des élections, notamment aux élections sénatoriales de 1983, mais n'est pas élu. De nouveau candidat à l'élection présidentielle de 2003, l’ancien chef rebelle biafrais est alors l'une des composantes majeures de l’opposition, avec son parti Grande alliance de tous les progressistes (All progressive grand alliance). Il se fait ensuite plus discret. Il meurt le 26 novembre 2011 à Londres, à l’âge de 78 ans.